# Soothe My Soul
Singles de Depeche Mode
Heaven
(2013) Should Be Higher
(2013)
Pistes de Delta Machine
Alone Goodbye
Soothe My Soul est une chanson du groupe anglais Depeche Mode, second single extrait de leur 13e album Delta Machine.

## Sortie
Le single a été publié le 13 mai 2013 au format maxi comprenant 6 et 2 titres paru, ainsi qu'en disque vinyle paru le 10 juin 2013. On y retrouve une dizaine de remixes dont un réalisé par Steve Angello (Swedish House Mafia) et Jacques Le Cont.

## Liste des titres
- Téléchargement — remix[1]

1. Soothe My Soul (Steve Angello vs. Jacques Lu Cont remix) – 7:02

- CD single[2]

1. Soothe My Soul (radio edit) – 3:57
2. Goodbye (Gesaffelstein remix) – 3:51

- CD maxi single[3]

1. Soothe My Soul (Steve Angello vs. Jacques Lu Cont remix) – 7:02
2. Soothe My Soul (Tom Furse - The Horrors remix) – 4:55
3. Soothe My Soul (Billy F Gibbons and Joe Hardy remix) – 5:16
4. Soothe My Soul (Joris Delacroix remix) – 6:56
5. Soothe My Soul (Black Asteroid remix) – 5:35
6. Soothe My Soul (Gregor Tresher Soothed remix) – 5:59

- 12" vinyl single[4]

A1:Soothe My Soul (Steve Angello vs Jacques Lu Cont Remix)
A2: Soothe My Soul (Matador Remix) – 8:15
B1: Soothe My Soul (Destructo Remix) – 6:03
B2: Soothe My Soul (Gregor Tresher Remix) – 7:07

## Classement hebdomadaire
| Classement (2013)              | Meilleure position |
| ------------------------------ | ------------------ |
| France (SNEP)                  | 45                 |
| Allemagne (Media Control AG)   | 22                 |
| Royaume-Uni (UK Singles Chart) | 81                 |